# Śāntarakṣita
Śāntarakṣita (sánscrito: शान्तरक्षित, lit. 'protegido por el que está en paz') fue un filósofo budista indio de la escuela madhyamaka sumamente influyente en la etapa temprana del budismo tibetano, siendo junto con Padmasambhava y su discípulo Kamalaśīla, uno de los primeros en llevar el budismo al Tíbet, al fundar el Monasterio de Samye, el primer monasterio budista en la región.  Estudioso de Nāgārjuna, discípulo de Jnanagharba, quien lo introdujo a la tradición yogachara,y maestro de Kamalaśīla, junto con el cual logró llevar las enseñanzas budistas a los tibetanos.

## Obras
- Tattvasamgraha
- Madhyamakalamkara
- Tattvasiddhi